# Zonsverduistering van 8 juni 1937

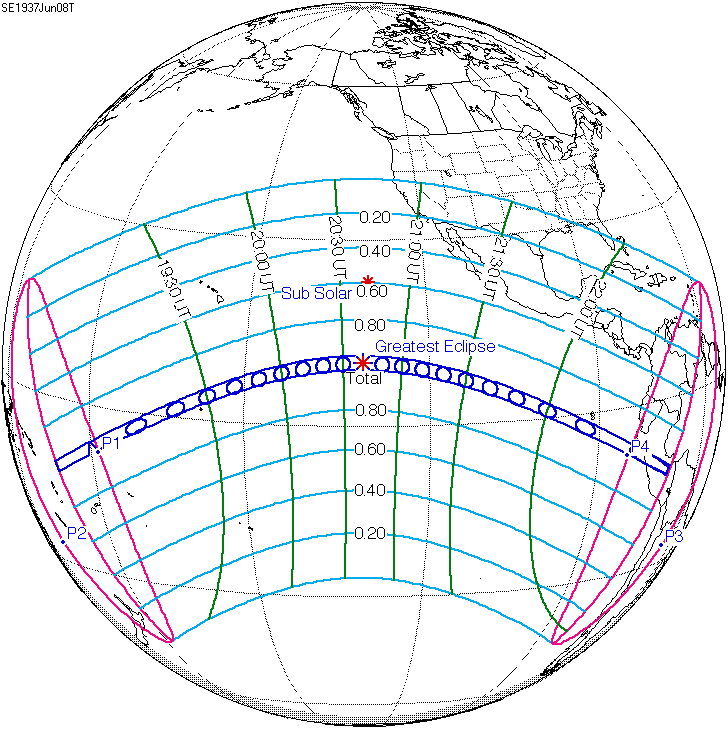
De zonsverduistering was te zien tussen de blauwe lijnen.

De totale zonsverduistering van 8 juni 1937 trok veel over zee, maar was achtereenvolgens te zien op of in deze zeven (ei)landen: Vaitupu, Tuvalu, Nikumaroro, Hull-eiland, Kantoneiland, Enderbury en Peru.

## Lengte

### Maximum
Het punt met maximale totaliteit lag op zee ver van enig land op coördinatenpunt 9.9122° Noord / 130.5139° West en duurde 7 minuten en 4 seconden.

### Limieten
| Fenomeen                    | Code | Tijdstip UTC  |
| --------------------------- | ---- | ------------- |
| Eerste contact bijschaduw   | P1   | 18:04:29.3 UT |
| Eerste contact kernschaduw  | U1   | 18:58:39.5 UT |
| Kernschaduw compleet vanaf  | U2   | 19:01:46.5 UT |
| Bijschaduw compleet vanaf   | P2   | 19:58:22.4 UT |
| Maximum eclips              | GE   | 20:40:39.6 UT |
| Bijschaduw compleet t/m     | P3   | 21:22:56.2 UT |
| Kernschaduw compleet t/m    | U3   | 22:19:33.6 UT |
| Laatste contact kernschaduw | U4   | 22:22:38.9 UT |
| Laatste contact bijschaduw  | P4   | 23:16:51.5 UT |